# Dan Byrd
Daniel Byrd (Marietta, Geórgia, 20 de novembro de 1985) é um ator norte-americano. Seus trabalhos mais notáveis incluem o remake de 2006 Viagem Maldita, a série de comédia Aliens in America e o filme com Hilary Duff, A Nova Cinderela.

## Biografia
Byrd nasceu em Marietta, Geórgia, e começou a atuar ainda jovem. Tem uma irmã, Molly Byrd e um irmão, Ryan Byrd. Aos oito anos Byrd foi ver uma performance ao vivo de Andrew Lloyd Webber's O Fantasma da Ópera na Broadway e foi inspirado para se tornar um ator. Byrd estudou na AL Burruss Ensino Fundamental e Médio Escola Marietta e se mudou para a Califórnia com treze anos para prosseguir atuando em tempo integral.
Seu primeiro papel no cinema foi no filme de 1999 The First of May, estrelado por Julie Harris e Mickey Rooney. Ele então passou a fazer uma série de aparições em séries de TV, como Judging Amy, Any Day Now, ER e Touched by an Angel  antes de ganhar seu primeiro papel na minissérie da TNT Salem's Lot interpretando o estudante "Mark Petrie". Na minissérie também estrelaram Rob Lowe, Andre Braugher, James Cromwell e Donald Sutherland.
Em 2004, Byrd apareceu no filme A Nova Cinderela ao lado de Hilary Duff. O projeto foi seguido pela série de curta duração da CBS, Clubhouse, ao lado de Mare Winningham, Michael Jai White, John Ortiz e Christopher Lloyd.
Em 2006, Byrd estrelou em Alexandre Aja's o remake de The Hills Have Eyes. O filme, baseado no cult clássico de Wes Craven de 1977, co-estrelado por Aaron Stanford, Emilie de Ravin, Vinessa Shaw, Ted Levine e Kathleen Quinlan.
Também em 2006, Byrd estrelou ao lado de John Travolta no thriller criminal, Lonely Hearts. A história baseada em fatos reais retrata a vida de Martha Beck e Raymond Fernandez (interpretados por Salma Hayek e Jared Leto, respectivamente), que desenvolvem uma perturbadora paixão mútua e viajam o país atraindo vítimas inocentes através de anúncios pessoais nos jornais. Travolta interpretou o detetive que conduziu o caso e Byrd, fazia o papel de seu filho problemático. James Gandolfini também estrela no longa.
Byrd foi definido para aparecer em 2007, no remake de A Vingança dos Nerds produzido por McG Wonderland's Productions e Fox Atomic, mas após três semanas de filmagens, o projeto foi cancelado. Ele então passou a estrelar na série de comédia da The CW, Aliens in America, que segue uma dona de casa de Wisconsin que hospeda um estudante estrangeiro de intercâmbio, acreditando que o visitante vai ajudar o filho tímido (Byrd) a se tornar mais popular. No entanto, a série durou apenas uma temporada.
Em outubro de 2008, a Entertainment Weekly informou que Byrd havia sido lançado em Heroes em um papel recorrente como um aprendiz de Sylar (Zachary Quinto). Ele interpreta "Luke Campbell" e tem a capacidade de emitir pulsos de microondas. Ele comprometeu-se a aparecer em pelo menos três episódios durante Heroes "Volume 4: Fugitives". Byrd também apareceu em um episódio de Greek como um amigo de "Dale" (Clark Duke).
Atualmente em pós-produção, Byrd aparece no filme chamado Norman no qual interpreta o personagem-título. A história segue um colegial que perpetua uma mentira na qual ele é um doente terminal com câncer, para ganhar a simpatia de seus companheiros. O ator indicado ao Oscar, Richard Jenkins interpreta seu pai. Emily VanCamp e Adam Goldberg também estrelam.
Byrd papel da televisão atual está na série de comédia da ABC, Cougar Town, como o filho da personagem principal interpretada por Courteney Cox.

## Prêmios e indicações
| Prêmios | Prêmios   | Prêmios                                        | Prêmios                                                      | Prêmios          |
| Ano     | Resultado | Premiação                                      | Categoria                                                    | Título           |
| ------- | --------- | ---------------------------------------------- | ------------------------------------------------------------ | ---------------- |
| 2000    | Venceu    | Young Artist Awards                            | Melhor Ator Jovem (coadjuvante/secundário) em Série de Drama | Any Day Now      |
| 2000    | Venceu    | Burbank International Children's Film Festival | Melhor Ator Mirim                                            | The First of May |
| 2001    | Indicado  | Young Artist Awards                            | Melhor Ator Jovem (coadjuvante/secundário) em Série de Drama | Any Day Now      |
| 2005    | Indicado  | Young Artist Awards                            | Melhor Ator Jovem                                            | 'Salem's Lot     |